# Tridactyle sarcodantha
Tridactyle sarcodantha är en orkidéart som beskrevs av Rudolf Mansfeld. Tridactyle sarcodantha ingår i släktet Tridactyle och familjen orkidéer. Inga underarter finns listade i Catalogue of Life.